# Friederike Mayröcker

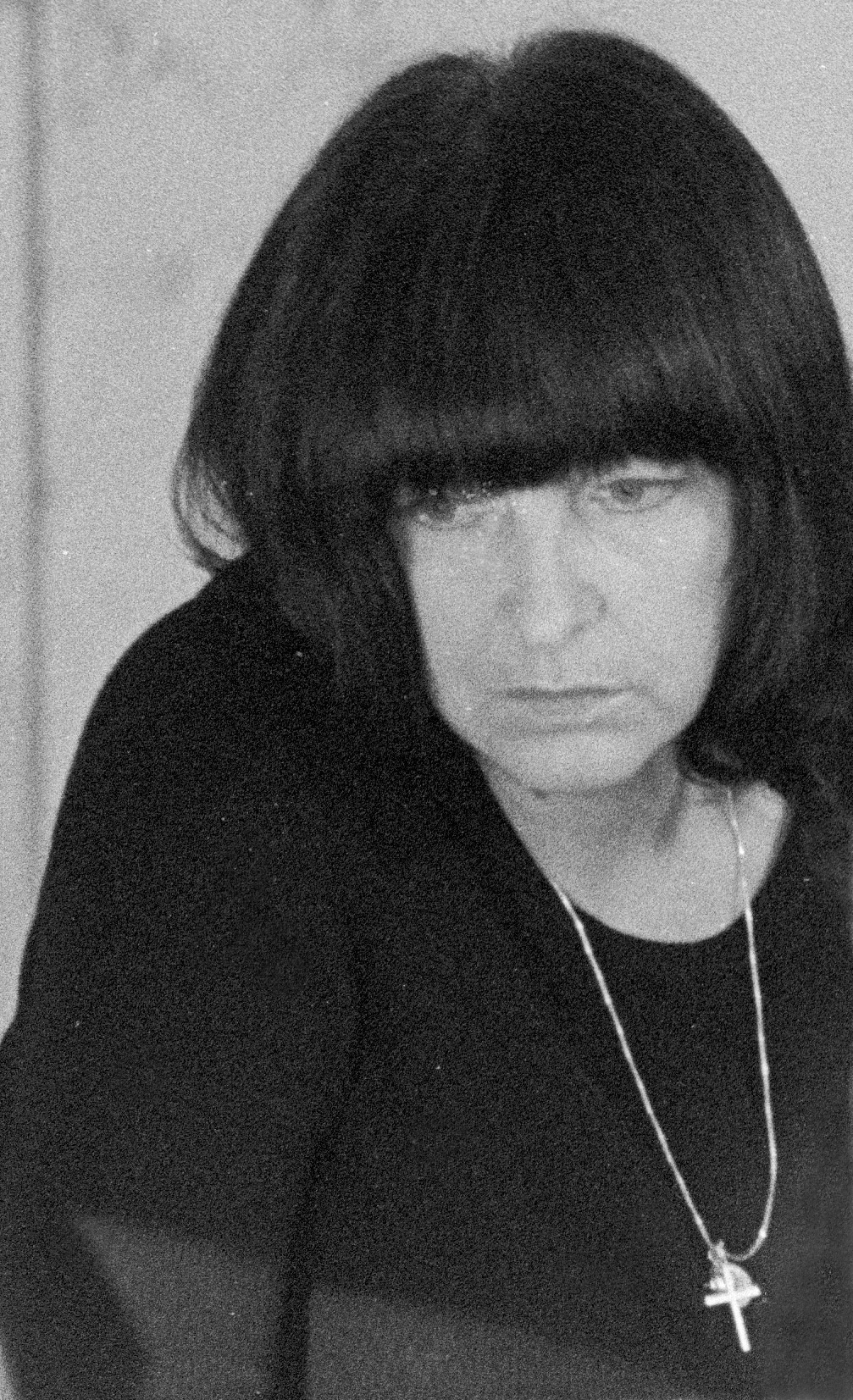
Friederike Mayröcker, Viena 1974

Friederike Mayröcker (n. 20 decembrie 1924, Viena, Republica Austriacă – d. 4 iunie 2021, Viena, Austria) a fost o poetă, dramaturgă și romancieră austriacă.

## Viața și opera
Friederike Mayröcker scris primele texte literare la vârsta de 15 ani. Din 1946 până în 1969 a lucrat ca profesoară de limba engleză. S-a pensionat de timpuriu, pentru a se putea dedica exclusiv scrisului. Șapte ani mai târziu avea să debuteze în revista Plan. Mayröcker scris patru piese de acest gen împreună cu Ernst Jandl, partenerul ei de mână inimă, cu care a conviețuit din 1954 până la moartea acestuia în anul 2000.
Este membră a Academiei de Arte Berlin, a Asociației autorilor din Graz și a Academiei germane pentru limbă și creație literară din Darmstadt.
Friederike Mayröcker este considerată drept una din cele mai importante scriitoare contemporane din spațiul lingvistic german. Acest rang l-a dobândit mai ales prin poezie. S-a afirmat însă cu succes ca autoare de proză, de literatură pentru copii teatru radiofonic: »Iată cum descrie marea poetă propriul concept maniera de lucru: Trăiesc în imagini. Văd totul în imagini, tot trecutul meu, amintirile sunt imagini. Iar imaginile le transform în cuvinte… Despre textele ei s-a spus că se sustrag intervenției raționale, sunt o țesătură poetică, preponderent melancolică, sunt vise, care ne încântă - eliberează. Bună ca Mayröcker era expresia supremei laude printre avantgardistele din Viena postbelică...«
Friederike Mayröcker a trăit în Viena.

## Cărți publicate (selecție)
- Larifari. O carte confuză, schițe (1956).
- Moartea adusă de muze, poezii (1966).
- Copilărie comună, teatru radiofonic, cu Ernst Jandl (WDR 1971).
- Versuri alese 1944-1978 (1980).
- Despărþirile, roman (1980).
- inima mea camera mea numele meu (1988).
- Natură statică (proză, 1991).
- Lecþie (proză, 1994).
- Brütt sau oftatul grădinilor, roman (1998).
- Requiem pentru Ernst Jandl, proză ºi versuri (2001).
- Tirolul meu de muncă, poezii 1996-2000 (2003).
- Vasele comunicante (2003).
- Poezii adunate, 1939-2003. Ediție îngrijită de Marcel Beyer (2004).
- Poezii de dragoste (2006).
- Paloma (2008).
- Notițe de cabinet, după James Joyce, teatru radiofonic (2008).
- Scardanelli, poezii (2009).
- această jachețică (ºi anume) a păsării grifon, poezii 2004-2009 (2009)
- Sunt la casa de nebuni. Note de subsol la o operă nescrisă (2010).

## Distincții (selecție)
- 2011: Premiul literar Bremen
- 2010: Premiul literar Horst Bienek
- 2010: Premiul literar Peter Huchel
- 2001: Premiul literar Georg Büchner
- 2000: Premiul literar Christian Wagner
- 1996: Premiul literar Academiei bavareze de Arte frumoase
- 1996: Premiul literar Else Lasker-Schüler
- 1993: Premiul literar Friedrich-Hölderlin-Preis der Stadt Bad Homburg
- 1989: Premiul literar Hans-Erich Nossack
- 1982: Premiul literar mare Großer Österreichischer Staatspreis für Literatur
- 1981: Premiul literar Anton Wildgans
- 1977: Premiul literar Georg Trakl

## Lucrări de prezentare a scriitoarei
- Theo Breuer: Note despre operele lui Friederike Mayröckers scrise după 2000. În: actualitatea literară, Revistă a Uniunii Scriitorilor din România, Nr. 5, Lugoj 2011, p. 12-13.  Arhivat în 15 februarie 2011, la Wayback Machine..